# 許志安榮譽及獎項列表

## 1986年
- 第五屆新秀歌唱大賽：亞軍

## 1987年
- 資料稍後提供

## 1988年
- 香港電台「最有前途新人銀獎」

## 1989年 - 1992年
- 資料稍後提供

## 1993年
- TVB十大勁歌金曲「最受歡迎合唱歌曲金獎」：其實你心裡有沒有我（與鄭秀文合唱）
- TVB勁歌金曲第一季季選「歌曲獎」：喜歡你是你
- TVB勁歌金曲第三季季選「歌曲獎」：雨後陽光
- TVB勁歌金曲第四季季選「歌曲獎」：從沒有這麼愛戀過、愛情傻戀La La La
- 香港電台「最受歡迎卡拉OK歌曲獎」：其實你心裡有沒有我（與鄭秀文合唱）

## 1994年
- TVB十大勁歌金曲「金曲獎」：向全世界說愛你
- TVB十大勁歌金曲「最受歡迎合唱歌曲銀獎」：非一般愛火（與鄭秀文合唱）
- TVB勁歌金曲第一季季選「歌曲獎」：想說
- TVB勁歌金曲第二季季選「歌曲獎」：非一般愛火（與鄭秀文合唱）
- TVB勁歌金曲第三季季選「歌曲獎」：向全世界說愛你
- 香港電台「十大優秀流行歌手大獎」

## 1995年
- TVB十大勁歌金曲「最佳編曲獎」：迷糊情慾對象
- TVB十大勁歌金曲「最佳音樂錄影帶獎」：迷糊情慾對象
- TVB勁歌金曲第四季季選「歌曲獎」：迷糊情慾對象
- 新城電台「勁爆另類歌曲獎」：迷糊、情欲、對象

## 1996年
- TVB勁歌金曲第一季季選「歌曲獎」：男人最痛
- 新城電台「勁爆流行曲獎」：男人最痛
- 香港電台「十大中文金曲獎」：男人最痛

## 1997年
- TVB十大勁歌金曲「金曲獎」：我的天我的歌
- TVB勁歌金曲第三季季選「歌曲獎」：我的天我的歌
- TVB勁歌金曲第四季季選「歌曲獎」：星河感覺
- 香港電台「十大優秀流行歌手大獎」
- 新城電台「勁爆搖滾歌曲」：我的天我的歌

## 1998年
- 第二屆唱片封套設計大賞「最佳男歌手形象獎」優異作品
- 商業電台「叱吒樂壇專業推介第十位歌曲獎」：愛你
- 新城電台「勁爆歌曲獎」：愛你
- 新城電台「JVC勁爆歌手突破銀獎」
- TVB十大勁歌金曲「金曲獎」：愛你
- TVB十大勁歌金曲「最受歡迎合唱歌曲金獎」：甲乙丙丁（與張學友及鄭中基合唱）
- TVB勁歌金曲第一季季選「歌曲獎」：一家一減你
- TVB勁歌金曲第二季季選「歌曲獎」：二人行一日後
- TVB勁歌金曲第三季季選「歌曲獎」：甲乙丙丁（與張學友及鄭中基合唱）
- TVB勁歌金曲第四季季選「歌曲獎」：愛你
- 香港電台「十大優秀流行歌手大獎」
- 香港電台「十大中文金曲獎」：甲乙丙丁（與張學友及鄭中基合唱）
- 香港電台「十大中文金曲獎」：二人行一日後
- 台灣Hit-Fm 1998年度百首單曲：上弦月、甲乙丙丁（與張學友及鄭中基合唱）

## 1999年
- 商業電台「叱吒樂壇男歌手金獎」
- 加州紅「全年唱K王」
- 加州紅「最熱點唱男歌手大獎」
- 新城電台「勁爆男歌手大獎」
- 新城電台「勁爆歌曲獎」：真心真意
- TVB十大勁歌金曲「金曲獎」：真心真意
- TVB勁歌金曲第一季季選「歌曲獎」：真心真意
- TVB勁歌金曲第二季季選「歌曲獎」：愛是多簡單
- TVB勁歌金曲第三季季選「歌曲獎」：世紀末煙花
- TVB勁歌金曲第四季季選「歌曲獎」：直覺
- 香港電台「十大優秀流行歌手大獎」
- 香港電台「十大中文金曲獎」：真心真意
- 香港電台「十大中文金曲獎」：教我如何不愛他（與葉德嫻合唱）
- 香港電台「全年最高銷量歌手銅獎」
- 香港電台「飛躍進行大獎男歌手銀獎」
- Channel V《華語榜中榜99》「歌曲獎」：為什麼你背著我愛別人
- 台灣Hit-Fm 1999年度百首單曲：為什麼你背著我愛別人

## 2000年
- 國內文化部《我的選擇中國原創音樂流行榜季選》「十強歌手獎」
- 新城電台「勁爆男歌手大獎 」
- 新城電台「勁爆歌曲獎」：一千次日落
- 新城電台「勁爆歌曲獎」：會過去的（與車婉婉合唱）
- 新城電台「形爆男歌手大獎」
- 商業電台「叱吒樂壇男歌手金獎」
- 商業電台「叱吒樂壇專業推介第三位歌曲獎」：半天假
- 商業電台「叱吒樂壇專業推介第八位歌曲獎」：會過去的（與車婉婉合唱）
- 加州紅「最熱點唱男歌手大獎」
- 加州紅「最熱點唱歌曲大獎」：會過去的（與車婉婉合唱）
- TVB 8金曲榜頒獎禮「金曲獎」：每當你流淚
- TVB十大勁歌金曲「金曲獎」：一千次日落
- TVB十大勁歌金曲「最受歡迎合唱歌曲金獎」：會過去的（與車婉婉合唱）
- TVB十大勁歌金曲「最受歡迎合唱歌曲銅獎」：將生活留給自己（與蘇永康、雷頌德、陳慧珊及李彩樺合唱）
- TVB勁歌金曲第一季季選「歌曲獎」：相信愛
- TVB勁歌金曲第二季季選「歌曲獎」：一千次日落
- TVB勁歌金曲第四季季選「歌曲獎」：只會深愛你
- 香港電台「十大優秀流行歌手大獎」
- 香港電台「最受歡迎合唱歌曲大獎」：會過去的（與車婉婉合唱）
- 廣州天河體育館舉行之《雪碧榜》頒獎禮「香港區最受歡迎男歌手 」
- 廣州天河體育館舉行之《雪碧榜》頒獎禮「最佳演繹大獎」
- 台灣Hit-Fm 2000年度百首單曲：每當你流淚

## 2001年
- 新城電台「勁爆男歌手大獎」
- 新城電台「勁爆歌曲獎」：爛泥
- 商業電台「叱吒樂壇男歌手銀獎」
- 商業電台「叱吒樂壇專業推介第三位歌曲獎」：爛泥
- TVB 8金曲榜頒獎禮「金曲獎」：這一秒，你好不好
- TVB十大勁歌金曲「金曲獎」：爛泥
- TVB十大勁歌金曲「最受歡迎男歌星大獎」
- TVB勁歌金曲第一季季選「歌曲獎」：借你耳朵説說愛你
- TVB勁歌金曲第二季季選「歌曲獎」：眼前一亮
- TVB勁歌金曲第三季季選「歌曲獎」：忘了你是誰
- TVB勁歌金曲第四季季選「歌曲獎」：爛泥
- 香港電台「十大中文金曲獎」：爛泥
- 香港電台「十大優秀流行歌手大獎 」
- 1999-2001年==加州紅「最熱點唱男歌手」三連冠大獎
- 雪碧榜音樂頒獎禮「至尊金曲大獎」港、台：爛泥
- 雪碧榜音樂頒獎禮「金曲獎」：昨遲人
- 北京工人體育館舉行之《雪碧我的先鋒中國原創音樂流行榜2001年==季選》頒獎禮「金曲獎」：借你耳朵說愛你

## 2002年
- 北京中央電視台舉行之《第四屆MTV音樂頒獎禮》中奪得「香港區最佳男歌手大獎」
- CASH第二屆金帆音樂獎頒獎典禮「最佳流行音樂作品歌曲獎」：爛泥
- 新城電台「國語力歌曲」：受不了
- 新城電台「全球勁爆歌手大獎」
- 新城電台「勁爆歌曲獎」：羅馬
- 新城電台「勁爆歌曲獎」：女人之苦（獨唱版）
- 商業電台「叱吒樂壇男歌手銀獎」
- 商業電台「叱吒樂壇我最喜愛的男歌手大獎」
- 商業電台「叱吒樂壇專業推介第三位歌曲獎」：女人之苦（獨唱版）
- 全球華語歌曲排行榜「年度二十大金曲」：我還能愛誰
- TVB 8金曲榜頒獎禮「金曲獎」：我還能愛誰
- TVB十大勁歌金曲「金曲獎」：女人之苦（獨唱版）
- TVB勁歌金曲第一季季選「歌曲獎」：昨遲人
- TVB勁歌金曲第三季季選「歌曲獎」：徒然
- TVB勁歌金曲第四季季選「歌曲獎」：女人之苦（獨唱版）
- 香港電台「十大中文金曲獎」：女人之苦（獨唱版）
- 香港電台「十大優秀流行歌手大獎」

## 2003年
- 東南勁爆音樂頒獎禮「香港區最受歡迎男歌手大獎」
- 新城電台「全球勁爆歌手大獎」
- 新城電台「勁爆男歌手大獎」
- 新城電台「勁爆歌曲獎」：一步一生
- 新城國語力「國語力歌曲獎」：玫瑰凋謝
- 商業電台「叱吒樂壇男歌手金獎」
- 商業電台「叱吒樂壇專業推介第十位歌曲獎」：一步一生
- TVB 8金曲榜頒獎禮「全球觀眾最愛粵語歌曲金曲獎」：大男人
- TVB十大勁歌金曲「金曲獎」：一步一生
- TVB勁歌金曲第一季季選「歌曲獎」：活在當下
- TVB勁歌金曲第二季季選「歌曲獎」：大男人
- TVB勁歌金曲第三季季選「歌曲獎」：窮爸爸
- TVB勁歌金曲第四季季選「歌曲獎」：一步一生
- 香港電台「十大優秀流行歌手大獎」

## 2004年
- 新城電台「國語力歌曲」：關掉愛
- 新城電台「全球勁爆歌曲大獎」：美中不足（Featuring 葉德嫻）
- 新城電台「勁爆歌曲獎」：學行
- 新城電台「勁爆歌曲獎」：美中不足（Featuring 葉德嫻）
- 新城電台「勁爆卡拉OK歌曲獎」美中不足（Featuring 葉德嫻）
- 新城電台「全球勁爆歌手大獎」
- 新城電台「勁爆亞洲男歌手大獎」
- 新城電台「勁爆男歌手大獎」
- 商業電台「叱吒樂壇至尊歌曲大獎」：美中不足（Featuring 葉德嫻）
- 商業電台「叱吒樂壇男歌手銀獎」
- TVB十大勁歌金曲「金曲獎」：美中不足（與葉德嫻合唱）
- TVB勁歌金曲優秀選第一回「歌曲獎」：明天請早
- TVB勁歌金曲優秀選第二回「歌曲獎」：美中不足（與葉德嫻合唱）
- 香港電台「十大金曲獎」：美中不足（與葉德嫻合唱）
- 香港電台「十大優秀流行歌手大獎」

## 2005年
- TVB勁歌金曲優秀選第三回「歌曲獎」：大風吹
- 國際傑出青年協會（香港）之十大傑出青年==選舉頒獎禮「傑出青年==獎」

## 2006年
- 2006勁歌金曲優秀選第二回 - 得獎歌曲《豬先生》
- 新城電台「勁爆歌曲獎」：豬先生
- 新城電台「勁爆卡拉OK歌曲獎」：何慧愛
- 商業電台「叱吒樂壇專業推介第八位歌曲獎」：大愛

## 2007年
- 2007勁歌金曲優秀選第二回 - 得獎歌曲《前程錦繡》
- 新城電台「勁爆歌曲獎」：前程錦繡
- 新城電台「勁爆卡拉OK歌曲獎」：前程錦繡
- 新城電台「勁爆亞洲歌手大獎」
- 商業電台「叱吒樂壇專業推介第六位歌曲獎」：前程錦繡

## 2008年
- 新城電台「勁爆歌曲獎」：天下有情人
- 新城電台「勁爆亞洲歌手大獎」

## 2009年
- 新城電台「國語力歌曲」：比翼雙飛
- 新城電台「國語力專輯」：歌人
- 新城電台「國語力製作大獎」：歌人
- 新城電台「國語力亞洲歌手」
- 新城電台「勁爆國語歌曲獎」：蟑螂
- 新城電台「勁爆國語專輯」：歌人
- 新城電台「全國樂迷投选勁爆歌手大獎」
- 2009音樂先鋒榜「港台最受歡迎先鋒男歌手」
- 2009音樂先鋒榜「最受歡迎先鋒男歌手五強」
- 2009音樂先鋒榜「港台十大先鋒歌曲」：比翼雙飛‬

## 2010年
- 新城勁爆頒獎禮2010 - 新城勁爆原創歌曲《忘了．忘不了》
- 新城勁爆頒獎禮2010 - 新城勁爆安哥25銀禧大賞
- 新城勁爆頒獎禮2010 - 新城勁爆亞洲歌手大獎
- 2010年度叱咤樂壇流行榜頒獎典禮 - 專業推介叱咤十大 第九位《忘了．忘不了》
- 2010年度十大勁歌金曲頒獎典禮 - 十大勁歌金曲獎《金鐘罩》
- 成都華語榜中榜「最傑出港台歌手獎」
- 雪碧榜「最受歡迎男歌手獎」
- 雪碧榜「全國優秀組合獎」
- 雪碧榜「港台十大金曲」：比翼雙飛

## 2011年
- 2011勁歌金曲優秀選第一回 - 得獎歌曲《一直相愛》
- 新城電台「國語力歌曲」：愛．不再（與蘇永康合唱）
- 新城電台「國語力亞洲歌手」
- 新城電台「新城勁爆合唱歌曲」：愛．不再（與蘇永康合唱）
- 加拿大至HiT中文歌曲排行榜「全國推崇十大歌曲（粵語）」：一直相愛
- IFPI香港唱片銷量大獎「十大銷量本地歌手」

## 2012年
- 新城電台「新城勁爆歌曲」：睡火山
- 新城電台「新城勁爆作曲大獎」：睡火山
- 新城電台「新城全球勁爆歌手」
- 商業電台「叱吒樂壇專業推介第二位歌曲獎」：睡火山

## 2013年
- CASH金帆音樂獎「最佳合唱演繹」：情人甲（與衛蘭合唱）
- 新城電台「新城勁爆歌曲」：情人甲
- 新城電台「新城數碼音樂台我最欣賞歌曲」：情人甲
- 新城電台「新城全球勁爆歌手」
- 新城電台「新城全國樂迷投選勁爆歌手大獎」
- 商業電台「叱吒樂壇專業推介第二位歌曲獎」：情人甲

## 2014年
- 廣東廣播電視網第一屆粵語歌曲頒獎禮「最受歡迎男歌手」
- 廣東廣播電視網第一屆粵語歌曲頒獎禮「至尊男歌手金曲獎」：流淚行勝利道
- 廣東廣播電視網第一屆粵語歌曲頒獎禮「最受歡迎歌曲」：流淚行勝利道
- Yahoo! Asia Buzz Awards 2014「最具號召香港男藝人」
- Yahoo! Asia Buzz Awards 2014「年度熱搜歌曲」：流淚行勝利道
- 2014音樂先鋒榜「（港台）最受歡迎先鋒男歌手」
- 2014音樂先鋒榜「最受歡迎先鋒男歌手五強」
- 2014音樂先鋒榜「港台十大先鋒歌曲」：流淚行勝利道
- 新城電台「新城勁爆年度歌曲大獎」：流淚行勝利道
- 新城電台「新城全球勁爆歌曲」：流淚行勝利道
- 新城電台「新城勁爆全國歌手大獎」
- 新城電台「新城全球勁爆歌手」
- 商業電台「叱吒樂壇至尊歌曲大獎」：流淚行勝利道
- 商業電台「叱吒樂壇男歌手銀獎」
- 香港電台「十大中文金曲獎」：流淚行勝利道
- 香港電台「十大中文金曲獎」：優秀流行歌手大獎
- 加拿大至HiT中文歌曲排行榜「全國推崇十大歌曲（粵語）」：流淚行勝利道

## 2015年
- 第十屆勁歌王金曲金榜年度音樂盛典「粵語金曲獎」：流淚行勝利道
- 第十屆勁歌王金曲金榜年度音樂盛典「至尊金曲大獎」：流淚行勝利道
- 第十屆勁歌王金曲金榜年度音樂盛典「勁歌王」
- 廣東廣播電視網第二屆粵語歌曲頒獎禮「最受歡迎男歌手」
- 廣東廣播電視網第二屆粵語歌曲頒獎禮「媒體聯頒最受歡迎歌手」
- 廣東廣播電視網第二屆粵語歌曲頒獎禮「最受歡迎歌曲」：如初
- 2015音樂先鋒榜「全國最受歡迎先鋒男歌手」
- 2015音樂先鋒榜「最受歡迎先鋒男歌手五強」
- 2015音樂先鋒榜「港台十大先鋒歌曲」：Hello, 你好‬
- 第十六届華語音樂傳媒大獎「最佳粤语男歌手」：新天地
- 新城電台「新城勁爆全國歌手大獎」
- 新城電台「新城全球勁爆歌手」
- 2015香港流行音樂MV頒獎典禮第二季季選頒獎禮「季選MV」：Hello, 你好‬
- IFPI香港唱片銷量大獎「十大銷量本地歌手」
- IFPI香港唱片銷量大獎「十大銷量廣東唱片」：Come On Enjoy The Best
- IFPI香港唱片銷量大獎「最暢銷本地現場錄製音像出品」：Come On 許志安演唱會2015

## 2016年
- 2016音樂先鋒榜「24家電台聯頒（港台）最佳先鋒歌手」
- 2016音樂先鋒榜「24家電台聯頒傳媒大獎」
- 2016音樂先鋒榜「港台十大先鋒歌曲」：非安全地帶
- 商業電台「叱吒樂壇專業推介第六位歌曲獎」：非安全地帶
- 廣東廣播電視網第三屆粵語歌曲頒獎禮「最受歡迎男歌手」
- 廣東廣播電視網第三屆粵語歌曲頒獎禮「媒體聯頒最受歡迎歌手」
- 廣東廣播電視網第三屆粵語歌曲頒獎禮「最受歡迎歌曲」：非安全地帶

## 2017年
- 廣東廣播電視網第四屆粵語歌曲頒獎禮「媒體聯頒最受歡迎歌手」
- 廣東廣播電視網第四屆粵語歌曲頒獎禮「至尊金曲」：男藍（與蔡一傑合唱）
- 廣東廣播電視網第四屆粵語歌曲頒獎禮「最受歡迎歌曲」：靈魂道

## 2018年
- 廣東廣播電視網第五屆粵語歌曲排行榜頒獎典禮「至尊男歌手」
- 廣東廣播電視網第五屆粵語歌曲排行榜頒獎典禮「傳媒聯頒最受歡迎歌手」
- 廣東廣播電視網第五屆粵語歌曲排行榜頒獎典禮「至尊金曲」：教我這麼愛下去
- 廣東廣播電視網第五屆粵語歌曲排行榜頒獎典禮「最受歡迎影視歌曲」：Remember Me